# Allan Finholm
Undersergeant Allan Finholm, född 16 april 1922, död 3 januari 2015, var en finländsk underofficer som under fortsättningskriget tjänade vid en pluton led av fänrik Harry Järv.  Plutonen tillhörde Infanteriregemente 61 (IR 61) som leddes av den legendariske kommendören, överstelöjtnanten Alpo Marttinen. Han är känd för att praktiskt taget ensam förintat två fulla plutoner, 60–70 fiender som landstigit vid Tienhaarastranden i avsikt att etablera ett brohuvud. Brohuvudet skulle göra det möjligt för den sovjetiska arméns frammarsch mot Villmanstrand och Helsingfors. Han tilldelades frihetskorset av tredje klassen 2007.

## Film
Allan Finholms och hans vapenbröders insatser i kriget skildrades i den finländska filmen Framom främsta linjen (2004).